# Кривояр
Кривояр — село в Ровенском районе Саратовской области России, административный центр Кривоярского муниципального образования.
Основано как немецкая колония Брунненталь в 1855
Население — 1018 (2010)

## Физико-географическая характеристика
Село находится в Низком Заволжье, относящемся к Восточно-Европейской равнине, в верховьях реки Бизюк. В окрестностях села имеется несколько прудов. Рельеф местности равнинно-холмистый, пересечённый оврагами и балками. Высота центра населённого пункта — 59 метров над уровнем моря. Почвы каштановые.
По автомобильным дорогам расстояние до районного центра посёлка Ровное составляет 35 км, до областного центра города Саратова — 130 км.
Климат
Климат умеренный континентальный (согласно классификации климатов Кёппена — Dfa). Многолетняя норма осадков — 394 мм. Наибольшее количество осадков выпадает в июле — 42 мм, наименьшее в марте — 22 мм. Среднегодовая температура положительная и составляет + 6,8 °С, средняя температура самого холодного месяца января −9,9 °С, самого жаркого месяца июля +23,1 °С.

## Название
Название дано по фамилии церковного деятеля Брунненталя и по оврагу Кривой Яр. Также было известно как Блюменталь.

## История
Дочерняя колония Брунненталь была основана в 1856 году выходцами из материнских колоний Норка и Вальтер. В последующие годы в Брунненталь переселились жители из колоний Побочная, Гримм, Шиллинг, Франк, а также и из других колоний. С 1871 года по 1917 год село относилось к Бизюкской волости Новоузенского уезда Самарской губернии.
Реформатско-лютеранское село. Евангелические приходы Экгейм, Брунненталь (с 1882).
С 1918 года — в составе трудовой коммуны немцев Поволжья, с 1922 года в составе Ровенского (с 1927 года — Зельманского кантона) АССР немцев Поволжья.
В голод 1921 года в селе родилось 161, умерли 473 человек. В 1921 году в районе села шли тяжёлые бои во время крестьянского восстания. После подавления крестьянского восстания весной 1921 года и последующего красного террора, ревтрибуналом в селе были показательно расстреляны более 30 участников восстания из жителей села. Часть жителей села после этого весной- летом 1921 года бежала в Германию. Некоторые из них вернулись в 1926 году обратно из Германии в родное село.
В 1926 году в селе имелись сельсовет, кооперативная лавка, сельскохозяйственное кредитное товарищество, начальная школа, библиотека. В годы коллективизации организованы колхозы «Ленинс Верк», «Ротармист». В 1930 году организована МТС. В 1927 году постановлением ВЦИК «Об изменениях в административном делении Автономной С. С. Р. Немцев Поволжья и о присвоении немецким селениям прежних наименований, существовавших до 1914 года» селу Кривой Яр Зельманского кантона присвоено название Брунненталь.
Большой террор 1937—1938 гг. не обошёл стороной немецкое село Брунненталь. Многие жители села были репрессированы НКВД по сфабрикованным делам и направлены отбывать наказание в ГУЛАГ, где большинство из них из-за чудовищных условий в течение полугода погибло. Некоторые из репрессированных были по приговору Тройки НКВД расстреляны.
28 августа 1941 года был издан Указ Президиума ВС СССР о переселении немцев, проживающих в районах Поволжья. Всё немецкое население было депортировано в Сибирь и Казахстан. Село, как и другие населённые пункты Зельманского кантона, было включено в состав Саратовской области.

## Население
Динамика численности населения
| 1859 | 1872 | 1883 | 1889 | 1897 | 1904 | 1910 | 1920 | 1922 | 1923 | 1926 | 1931 | 1987  | 2002 |
| ---- | ---- | ---- | ---- | ---- | ---- | ---- | ---- | ---- | ---- | ---- | ---- | ----- | ---- |
| 547  | 1739 | 2416 | 2622 | 2493 | 4302 | 4653 | 3408 | 2380 | 2280 | 2705 | 2818 | ≈1200 | 1195 |

| 2002 | 2010  |
| ---- | ----- |
| 1199 | ↘1018 |